# Поканаевка
Покана́евка — посёлок в Нижнеингашском районе Красноярского края России. Административный центр Поканаевского сельсовета.

## История
В 1965—2013 годах носил статус посёлка городского типа. С 5 декабря 2013 года — посёлок.

## Население
| 1970 | 1979  | 1989  | 2002 | 2007 | 2009 | 2010 |
| ---- | ----- | ----- | ---- | ---- | ---- | ---- |
| 6371 | ↘2004 | ↘1167 | ↘734 | ↘582 | ↘563 | ↘551 |
| 2012 | 2013  |       |      |      |      |      |
| ↘527 | ↘525  |       |      |      |      |      |

## Улицы
| - ул. Восточная, - ул. Гагарина, - пер. Дачный, - ул. Заводская, | - ул. Зелёная, - ул. Лесозаводская, - ул. Октябрьская, - ул. Первомайская, | - ул. Победы, - ул. Почтовая, - ул. Привокзальная, - ул. Пролетарская, | - ул. Семафорная, - ул. Советская, - ул. Строительная, - ул. Школьная. |

## Транспорт
В посёлке расположена железнодорожная станция на ветке Решоты — Карабула, которая осуществляет пассажирское железнодорожное сообщение с городом Красноярск и селом Карабула.